# Codonorhiza
Codonorhiza Goldblatt & J.C.Manning – rodzaj roślin należący do rodziny kosaćcowatych (Iridaceae), obejmujący 7 gatunków występujących naturalnie w Kraju Przylądkowym w Południowej Afryce.

## Morfologia

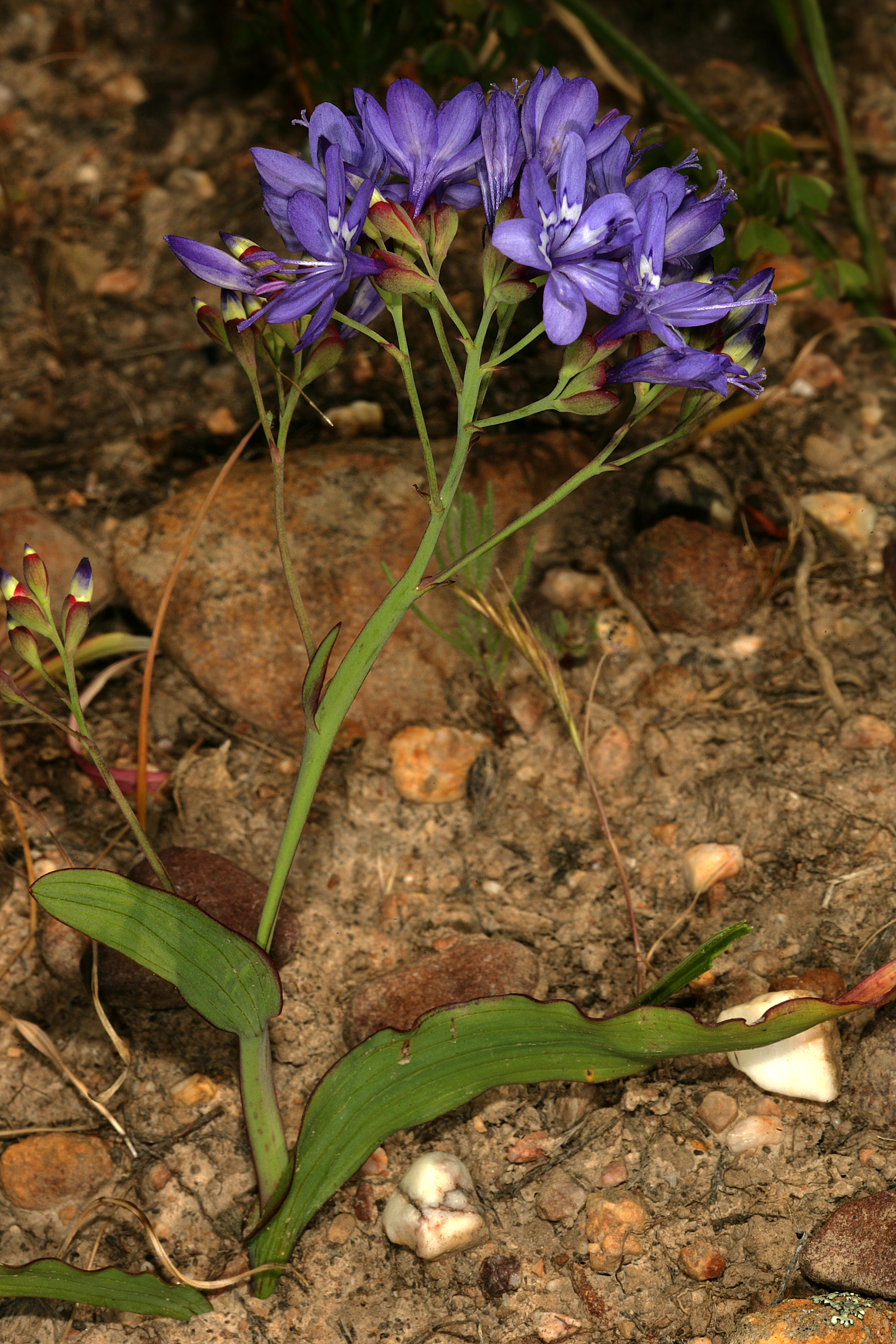
C. elandsmontana

PokrójRośliny zielne przechodzące okres spoczynku.
PędPodziemna bulwocebula o szeroko odwrotniestożkowatym, mniej więcej trójkątnym kształcie i płaskiej nasadzie, pokryta tuniką z gęstych włókien w kolorze brunatnym do czarniawego. Łodyga spłaszczona, kanciasta do oskrzydlonej, prosta lub rozgałęziona.
LiścieOd 2 do 3 liści. Najniżej położony osadzony na łodydze na poziomie gruntu.
KwiatyKwiaty siedzące, zebrane w kłos lub spłaszczoną fałszywą wiechę. Liście przykwiatowe dwa, naprzeciwległe, zielone, miękkie, czasami karbowane wierzchołkowo. Kwiaty grzbieciste lub promieniste, długowieczne, talerzykowate. niebieskie, fioletowe, czerwone, różowe lub białe, zwykle z kontrastującymi wzorami, niekiedy słodko pachnące. Listki okwiatu w dolnej części zwinięte w cylindryczną lub lejkowatą rurkę, krótką lub wydłużoną; powyżej wolne, o takiej samej długości lub nierówne i te w zewnętrznym okółku dłuższe. Pręciki ułożone symetrycznie lub jednostronnie i łukowato, nitki smukłe, wolne, pylniki podługowatorównowąskie, pękające podłużnie. Zalążnia kulista. Szyjka słupka nitkowata, rozwidlona na 1/2 długości.
OwoceChrząstkowate torebki, kuliste do trójklapowanych. Nasiona jajowate do mniej więcej kulistych, spłaszczone na końcu chalazalnym, siatkowato rzeźbione.

## Biologia
RozwójWieloletnie geofity cebulowe. C. micrantha o małych, niebarwnych kwiatach, wydzielających silny aromat przypominający goździki zapylana jest przez ćmy z rodziny sówkowatych. Inne gatunki zapylane są przez motyle, pszczoły, a także osy, a C. azurea również przez chrabąszcze z plemienia Hopliini.
GenetykaLiczba chromosomów diploidalnych 2n = 20.

## Systematyka
Rodzaj z plemienia Watsonieae,  podrodziny Crocoideae z rodziny kosaćcowatych (Iridaceae). Stanowi klad siostrzany dla pozostałych taksonów z tego plemienia.
Rodzaj ten został wyodrębniony z podrodzaju Fastigiatae w rodzaju Lapeirousia. 
Gatunki
- Codonorhiza azurea (Eckl. ex Baker) Goldblatt & J.C.Manning
- Codonorhiza corymbosa (L.) Goldblatt & J.C.Manning
- Codonorhiza elandsmontana Goldblatt & J.C.Manning
- Codonorhiza falcata (L.f.) Goldblatt & J.C.Manning
- Codonorhiza fastigiata (Lam.) Goldblatt & J.C.Manning
- Codonorhiza micrantha (E.Mey ex Klatt) Goldblatt & J.C.Manning
- Codonorhiza pillansii Goldblatt & J.C.Manning